# Nertschinsk
Nertschinsk (russisch Нерчинск) ist eine Stadt in der Region Transbaikalien (Russland) mit 14.959 Einwohnern (Stand 14. Oktober 2010).

## Geographie
Die Stadt liegt in den nördlichen Vorbergen des Borschtschowotschnygebirges in Transbaikalien, etwa 300 km östlich der Regionshauptstadt Tschita, am linken Ufer der Nertscha, 7 km oberhalb ihrer Mündung in die Schilka.
Die Stadt Nertschinsk ist Verwaltungszentrum des gleichnamigen Rajons.

## Geschichte

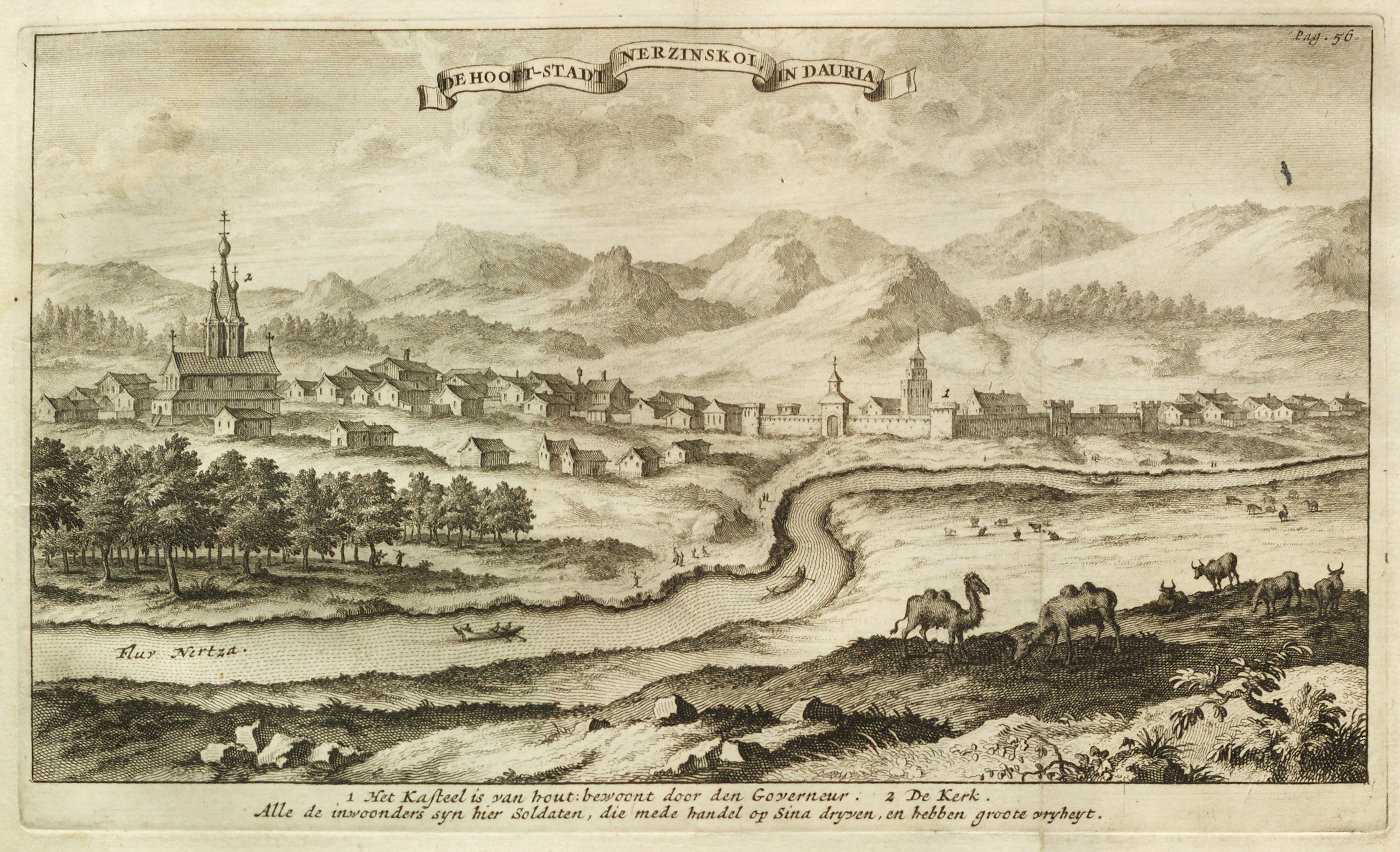
Ansicht von Nertschinsk, aus Eberhard Isbrand Ides: Driejaarige reize naar China (1710, niederländische Ausgabe)

1653 errichtete ein Kosakentrupp unter Pjotr Beketow (etwa 1610–1656) am rechten Ufer der Schilka, gegenüber der Mündung der Nertscha, einen Ostrog mit Namen Neljudski. An dieser Stelle befand sich später das Dorf Monastyrskoje, heute Kalinino. 1658 wurde der Ostrog durch den Jenisseisker Wojwoden Afanassi Paschkow († 1664) die Nertscha aufwärts, auf eine Insel zwischen zwei Flussarmen, verlegt. 1667 erhielten die Kosaken Unterstützung durch das Überlaufen des Fürsten der Ewenken und Dauren, Gantimur (1610–1685), mit seinen 8000 Reiter-Ewenken aus der Armee des Kaiserreichs China auf die russische Seite.
Ab 1689 nannte sich die entstandene Siedlung „Stadt“. Im selben Jahr wurde hier der Vertrag von Nertschinsk unterzeichnet, der die Beziehungen und den Grenzverlauf in Transbaikalien zwischen Russland und China (dem Mandschureich der Qing-Dynastie) für die nächsten gut 150 Jahre regulierte. 1697 wurde eine Zollstation für den Export von Fellen nach China eingerichtet. Seit dieser Zeit wurden in der Gegend flüchtige leibeigene Bauern mit dem Ziel der Kolonisierung angesiedelt.
Ab 1708 gehörte Nertschinsk zum Gouvernement Sibirien, ab 1719 zur Provinz Tobolsk, ab 1764 zum Gouvernement Irkutsk. 1783 wird die Stadt Verwaltungszentrum einer eigenständigen Oblast innerhalb des Gouvernements Irkutsk. 1812 erfolgte wegen häufiger Überschwemmungen die Verlegung der Stadt an einen höher gelegenen Ort am linken Flussufer, in das Tal Saschikow Jar. Der Aufbau der neuen Stadt folgte einem regelmäßigen Plan mit breiten Straßen parallel zur Nertscha. Ab 1822 wurde Nertschinsk Kreisstadt im Gouvernement Irkutsk, ab 1851 in der neugegründeten Oblast Transbaikalien.
1866 begannen die Nertschinsker Kaufleute Butin mit der Ausbeutung der Goldlagerstätten bei Werschino-Darassunskoje. Mit Mitteln der Kaufleute wurden in Folge ein Frauen-Progymnasium, eine Musikschule, eine Apotheke, eine Druckerei und eine größere Bibliothek eingerichtet. Gegen Ende des 19. Jahrhunderts gab es 727 Häuser, drei steinerne Kirchen, eine Synagoge, mehrere Schulen, ein Museum und einen öffentlichen Park. Nertschinsk war somit ein bedeutendes Kultur-, außerdem Handelszentrum Ostsibiriens, verlor jedoch im Verlaufe des 19. Jahrhunderts seine führende Rolle an Tschita. Nertschinsk war zudem von 1826 bis 1917 Verbannungsort für politische Häftlinge (Nertschinsker Katorga).

### Bevölkerungsentwicklung
| Jahr | Einwohner |
| ---- | --------- |
| 1897 | 6.639     |
| 1926 | 6.500     |
| 1939 | 13.169    |
| 1959 | 13.500    |
| 1970 | 13.376    |
| 1979 | 16.937    |
| 1989 | 16.961    |
| 2002 | 15.748    |
| 2010 | 14.959    |

Anmerkung: Volkszählungsdaten (1926 gerundet)

## Kultur und Sehenswürdigkeiten
Größere Teile der Bebauung nach dem Plan von 1812 sind erhalten, so die klassizistische Auferstehungs-Kathedrale (Woskressenski sobor) von 1825 und das ehemalige Gebäude der Handelsreihen (1840) auf dem zentralen Basarplatz, das Haus der Kaufleute Butin im maurischen Stil (1860er Jahre), das Hotel Daurija (2. Hälfte des 19. Jahrhunderts), in dem u. a. Anton Tschechow auf seiner Reise zur Insel Sachalin 1890 Station machte, sowie Holzhäuser aus dem 19. Jahrhundert.
Von älteren Gebäuden ist im 8 km entfernten Dorf Kalinino (wo sich auch der ursprüngliche Nertschinsker Ostrog befand) die Hauptkirche des Nertschinsker-Mariä-Entschlafens-Klosters (Uspenski-Klosters) von 1706–1712 in halbzerstörtem Zustand erhalten. Es handelt sich um das östlichste Beispiel des sogenannten Moskauer Barocks und womöglich das älteste russische Steinbauwerk östlich des Baikalsees und soll daher wieder aufgebaut werden.
Nertschinsk besitzt ein bereits 1886 vom Archäologen, Heimatforscher und Revolutionär Alexei Kusnezow (1845–1928) gegründetes Heimatmuseum, u. a. mit einer Sammlung buddhistischer Kunst und chinesischer Bronzearbeiten (seit 2003 im restaurierten Butin-Haus).

## Wirtschaft und Infrastruktur
Die Wirtschaft wird von Maschinenbau und Lebensmittelindustrie bestimmt.
7 km südlich der Stadt führt die Transsibirische Eisenbahn vorbei (Station Priiskowaja, von der eine Güteranschlussstrecke in die Stadt führt; Streckenkilometer 6490 ab Moskau). Nertschinsk ist Knotenpunkt mehrerer Straßen (nach Sretensk, Balei, Aginskoje, Tschernyschewsk) und besitzt einen kleinen Flughafen.

## Persönlichkeiten
- Karl Radek (1885–1939), Kommunist, umgekommen in Nertschinsk
- Andrei Sepelew (* 1973), Basketballspieler,[3] geboren in Nertschinsk